# Slangenkoker
Met slangenkoker (Engels: snake tube) wordt een type vaas bedoeld uit de Minoïsche periode van Kreta. De term werd bedacht door antropoloog en archeoloog Arthur Evans, die de naam ontleende aan slangachtige decoratieve aspecten van de vazen. De functie van de vazen kan cultisch zijn, maar de precieze functie blijft bij gebrek aan primair bronmateriaal onzeker. Ze komen voor naast beelden van vrouwen met slangen, zogeheten slangengodinnen, waar de precieze betekenis ook niet helemaal van duidelijk is. In elk geval was geen sprake van een slangen- en moedergodincultus met vruchtbaarheidsriten en een matriarchaat, zoals werd verondersteld door Evans. Uit vondsten blijkt dat de Minoërs namelijk ook andere goden (met dieren zoals leeuwen) kenden.

## Bron
- Budin, S.L. The Ancient Greeks: New Perspectives, 2004.
- Marinatos, Nanno. 'Minoan and Mycenaean Civilizations.' In: Religions of the Ancient World: A Guide. Red. S.I. Johnston. Cambridge: Harvard University Press, 2004, blz. 206 e.v.